# A. I. Bezzerides
A. I. Bezzerides (n. 9 august 1908, Samsun, Turcia – d. 1 ianuarie 2007, Los Angeles, California, SUA) a fost un scriitor american de origine greco-armeană. A emigrat cu familia sa din Imperiul Otoman în Statele Unite ale Americii înainte de a împlini vârsta de doi ani.